# کتی تریبل
کتی تریبل (به انگلیسی: Kathy Treible) (زادهٔ ۱۹۶۱) شناگر اهل ایالات متحده آمریکا است.